# Comarca de Eldorado
A Comarca de Eldorado é uma comarca brasileira localizada no município de Eldorado, no estado de Mato Grosso do Sul, a 450 quilômetros da capital.

## Generalidades
Sendo uma comarca de primeira entrância, tem uma superfície total de 1017,7 km², o que totaliza aproximadamente 0,3% da superfície total do estado. A povoação total da comarca é de 11,6 mil habitantes, aproximadamente 0,5% do total da povoação estadual, e a densidade de povoação é de 11,47 habitantes por km².
A comarca inclui o município de Eldorado. Limita-se com as comarcas de Itaquiraí, Iguatemi e Mundo Novo.
Economicamente possui PIB de R$ 166 372 000,00 e PIB per capita de R$ 14 244,16.